# 香料
香料是具揮發性，并能用以配制香精的芳香物質的總稱。分爲天然香料和人造香料，用於製造化妝品、食品等。
天然香料包括动物性香料和植物性香料，通常为含有多种香成分的混合物。天然香料取自某些动物的生殖腺分泌物或病态分泌物，如麝香、灵猫香、海狸香和龙涎香等。植物香料由植物的花、叶、果实、种子、根、茎、树皮或分泌物加工而成。。
人造香料通常指具有一种香成分的单体，包括从精油中分离而得的单离香料，和由单离香料或其他原料（如煤焦油产品、石油产品）合成而得的合成香料。

## 产地
生长植物类香料的地区必须满足多个条件。土壤不能太干燥，因此在河谷和水资源丰富的地区香类植物能生长的快。气温不得太低，香类植物最简易的生长温度在23摄氏度到30摄氏度之间。
因此自古以来，香料的大部分原产地都在北纬30度左右。

## 历史
香料在历史上的地位很高，在古代欧洲很多的食物都是有香料腌制并保存的，因此香料在古代欧洲的价格极其的高，甚至连很多贵族都用不起香料。
在奥斯曼帝国击败了拜占庭帝国后，欧洲再也获得不到亚洲的香料了，因此西班牙人和葡萄牙人开启了大航海时代。

## 延伸阅读
[在维基数据编辑]
 《欽定古今圖書集成·博物彙編·草木典·香部》，出自陈梦雷《古今圖書集成》